# Braco-eslovaco
O braco-eslovaco[Nota] (em eslovaco:  Slovenský hrubosrsty stavac) é uma das várias raças renovadas pelos esforços bem-sucedidos de criadores tchecos e eslovacos após a Segunda Guerra Mundial. Recriada a partir dos cruzamentos entre o braco alemão de pêlo duro e o griffon de caça tcheco, foi novamente selecionado ao cruzar o resultado com o weimaraner. No princípio foi pouco visto fora do país de origem, mas passou a participar de exposições por toda a Europa. Com a pelagem da cor de seu predecessor e a qualidade impermeável, adapta-se bem em qualquer temperatura.